# Adão Soares Barbosa

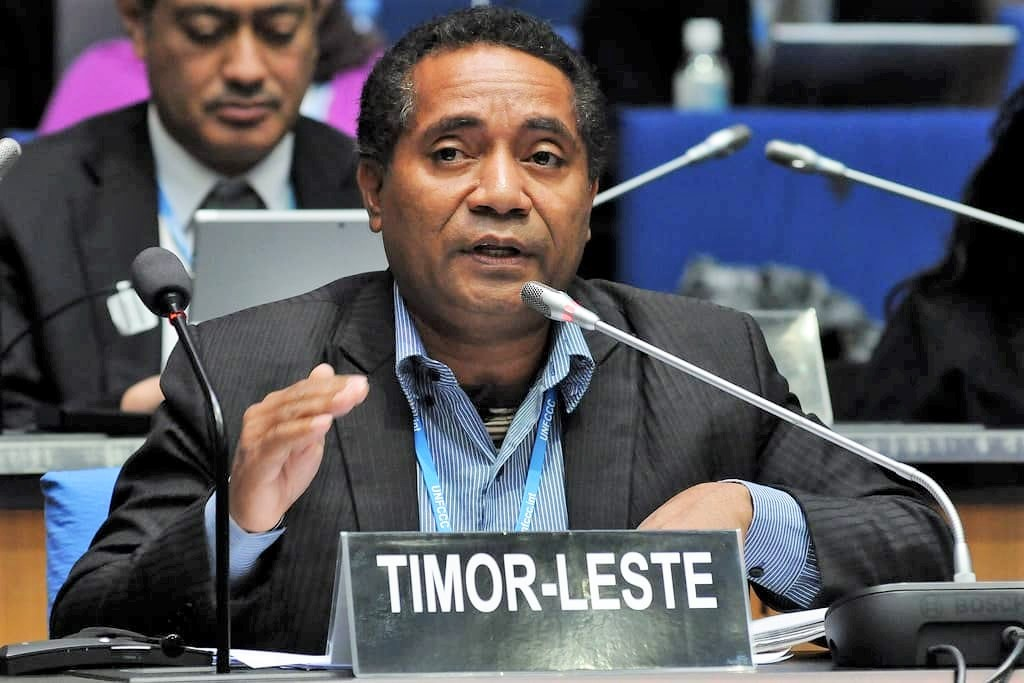
Adão Soares Barbosa

Adão Soares Barbosa (* 30. Januar) ist ein osttimoresischer Diplomat.
Barbosa hat eine große Erfahrung in den Bereichen Landwirtschaft, ländliche Entwicklung und Umweltpolitik. Er verfügt über einen Master of Science im Bereich Umwelt der australischen Victoria University. Barbosa forschte zu klimabezogenen Themen und war Ansprechpartner für die Vereinten Nationen in Bezug auf die Klimarahmenkonvention der Vereinten Nationen (UNFCCC).
Am 13. Juli 2021 wurde Barbosa zum osttimoresischen Sonderbotschafter für Klimafragen vereidigt.